# Tom Michael Scheidung
Tom Michael Scheidung (* 6. April 1975 in Schwerin) ist ein deutscher Jurist und politischer Beamter (Die Linke). Er ist seit 2021 Staatssekretär im Ministerium für Bildung und Kindertagesförderung des Landes Mecklenburg-Vorpommern.

## Leben

### Ausbildung
Tom Michael Scheidung erlangte 1993 das Abitur am Johann-Wolfgang-Goethe-Gymnasium in seinem Geburtsort Schwerin. Anschließend studierte er von 1993 bis 1999 Rechtswissenschaften an der Universität Rostock und legte das erste juristische Staatsexamen ab. Es folgten 2000 die Leistung des Zivildienstes bei der Johanniter-Unfall-Hilfe Leezen und von 2001 bis 2002 das Referendariat am Oberlandesgericht Celle und der Abschluss der zweiten juristischen Staatsprüfung.

### Laufbahn
Nach Ablegung beider Staatsexamina war er von 2003 bis 2006 Bezirksleiter in der REWE Group in Hamburg. Im Jahr 2006 wurde er Referent bei der Fraktion Die Linke im Landtag Mecklenburg-Vorpommern, wo er 2015 die Fraktionsgeschäftsführung übernahm. Daneben war er von Juli 2013 bis November 2021 als Rechtsanwalt bei der Rechtsanwaltskammer Mecklenburg-Vorpommern zugelassen.
Am 15. November 2021 wurde er unter Ministerin Simone Oldenburg zum Staatssekretär im Ministerium für Bildung und Kindertagesförderung des Landes Mecklenburg-Vorpommern ernannt.